# رانشو ديل سيلو

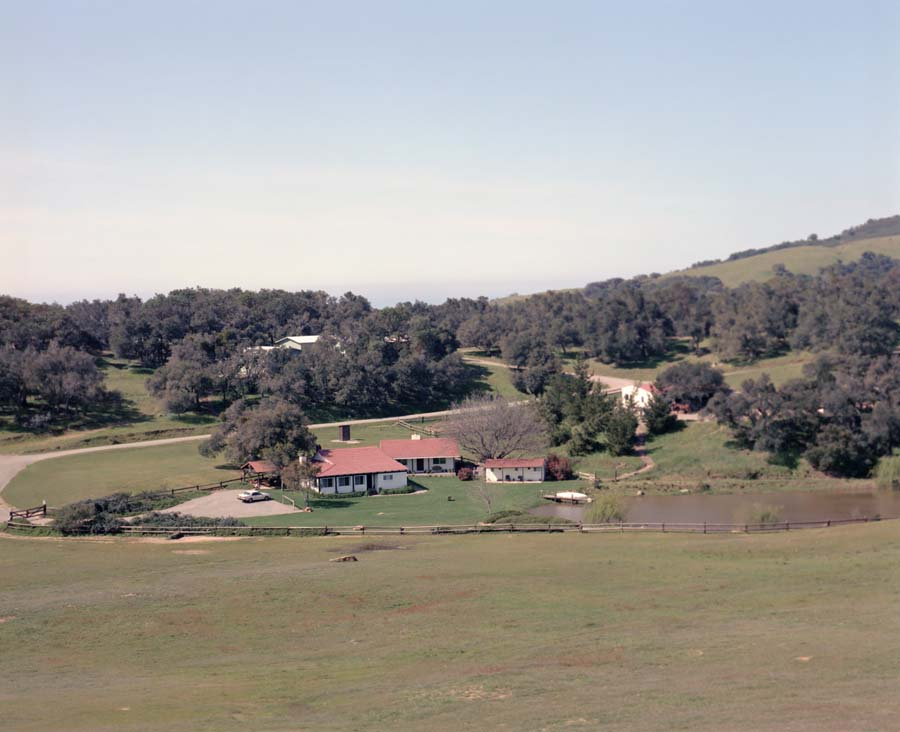
رانشو ديل سيلو - بيت الرئيس والسيدة ريغان المبني من الطين (وسط)، و"بحيرة لاكي" (يمين)، وحظيرة الخيول.

رانشو ديل سيلو (بالإنجليزية: Rancho del Cielo)، أو مزرعة السماء (بالإنجليزية: Sky's Ranch) أو (بالإنجليزية: Heaven's Ranch)، هي حقل ومربى مواشي بمساحة 688-أكر (1.075 ميل2) تقع على قمة مجموعة سانتا ينز جبل شمال غرب سانتا باربارا (كاليفورنيا). كانت بمثابة بيت لقضاء العطلات لرئيس الولايات المتحدة رونالد ريغان والسيدة الأولى نانسي ريغان.

## معرض

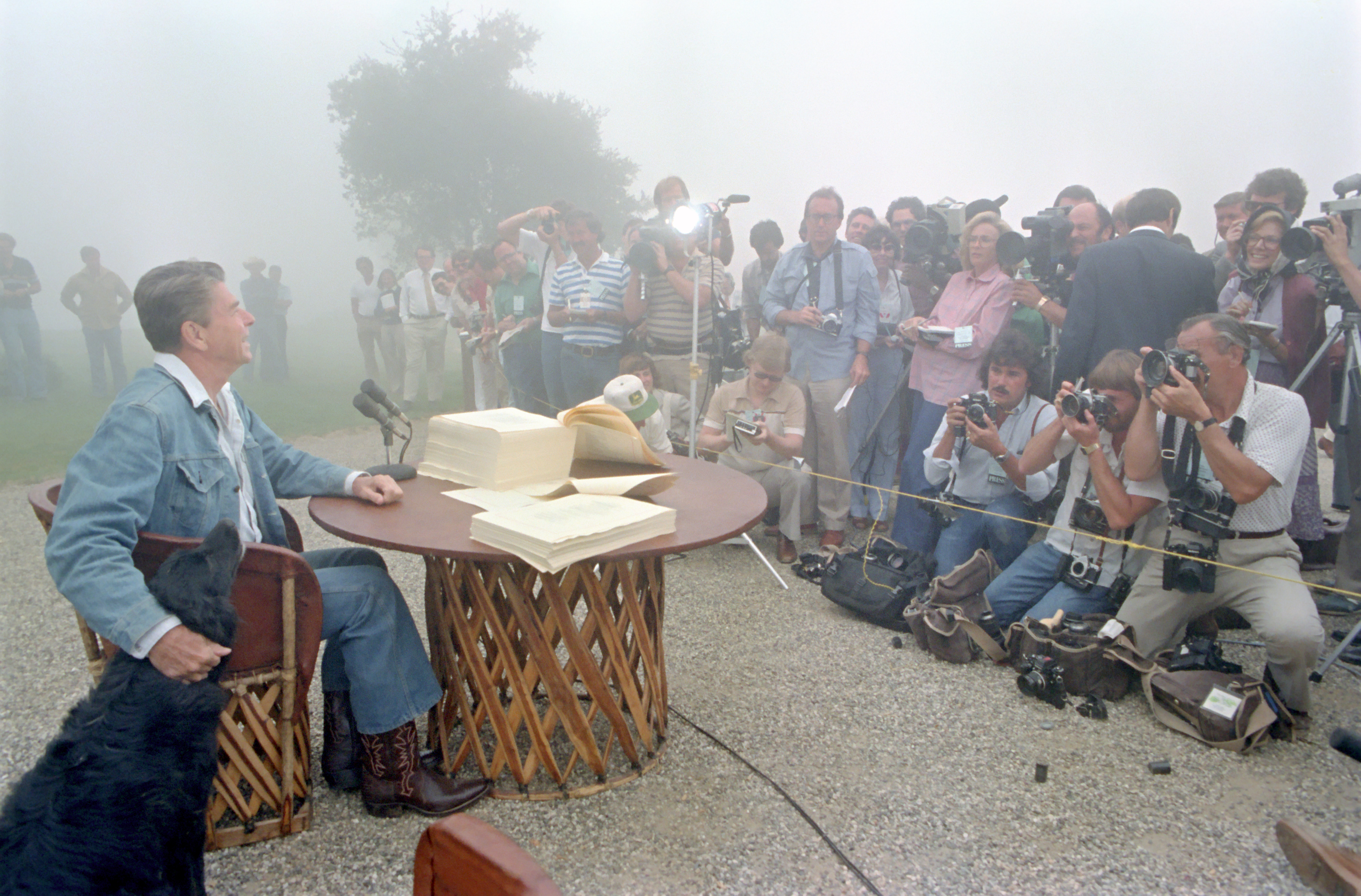
رونالد ريغان يوقع على قانون ضريبة الانتعاش الاقتصادي لعام 1981 أمام الصحافة في رانشو ديل سيلو، 1981.
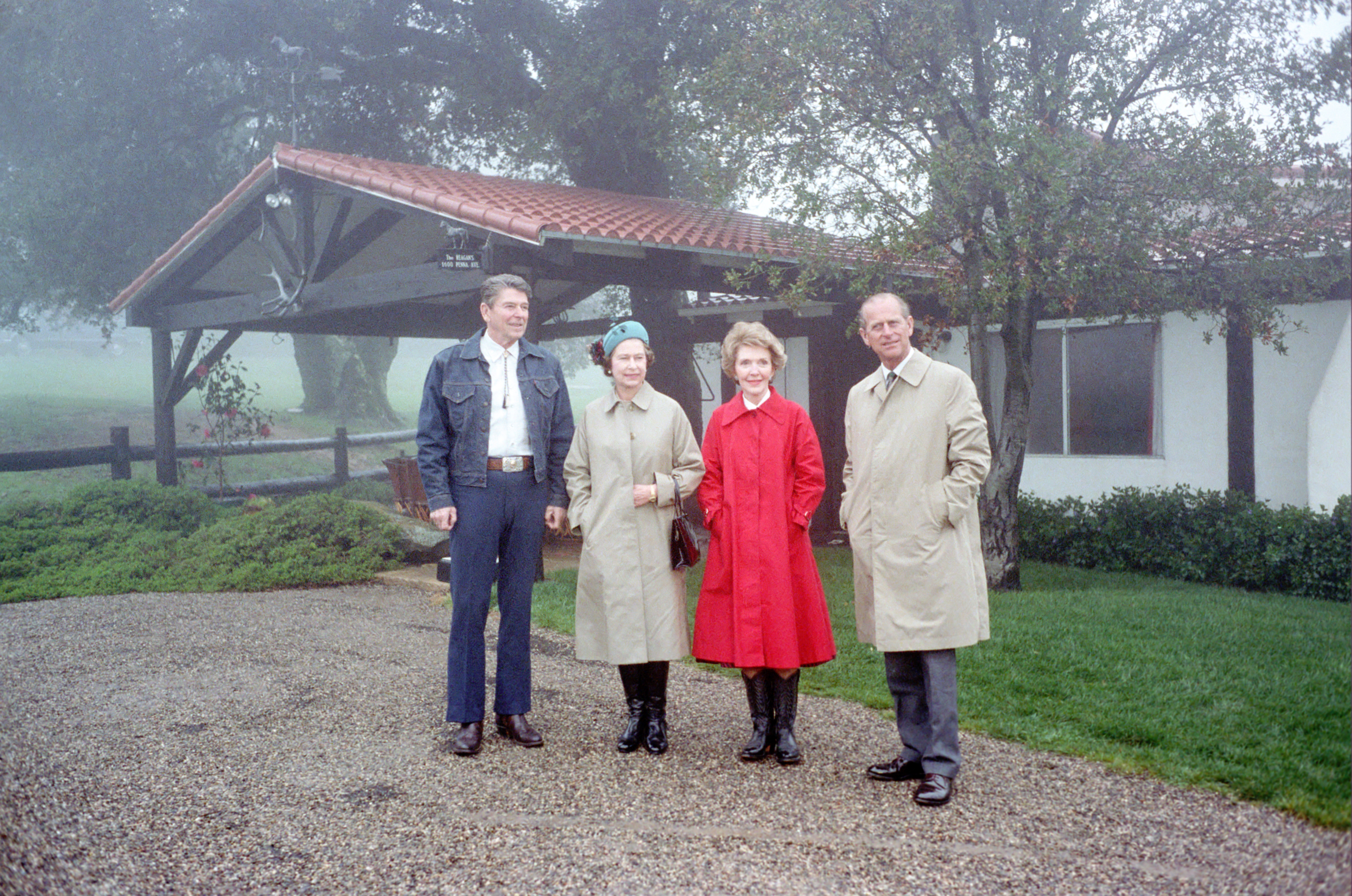
رونالد ونانسي ريغان مع الملكة إليزابيث الثانية والأمير فيليب دوق ادنبره في رانشو ديل سيلو، 1983.
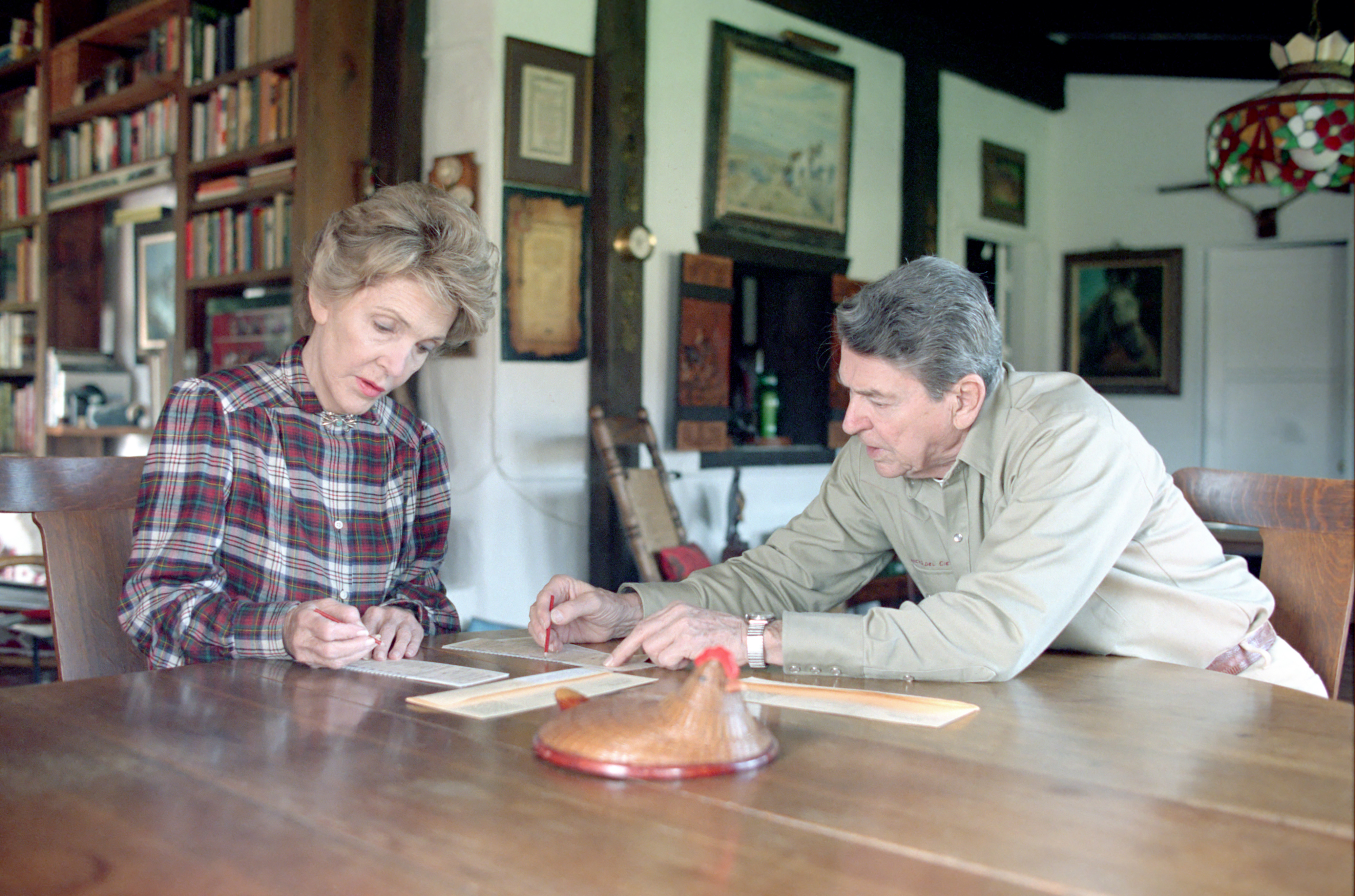
رونالد ونانسي ريغان في غرفة الطعام في رانشو ديل سيلو، في عقد 1988.
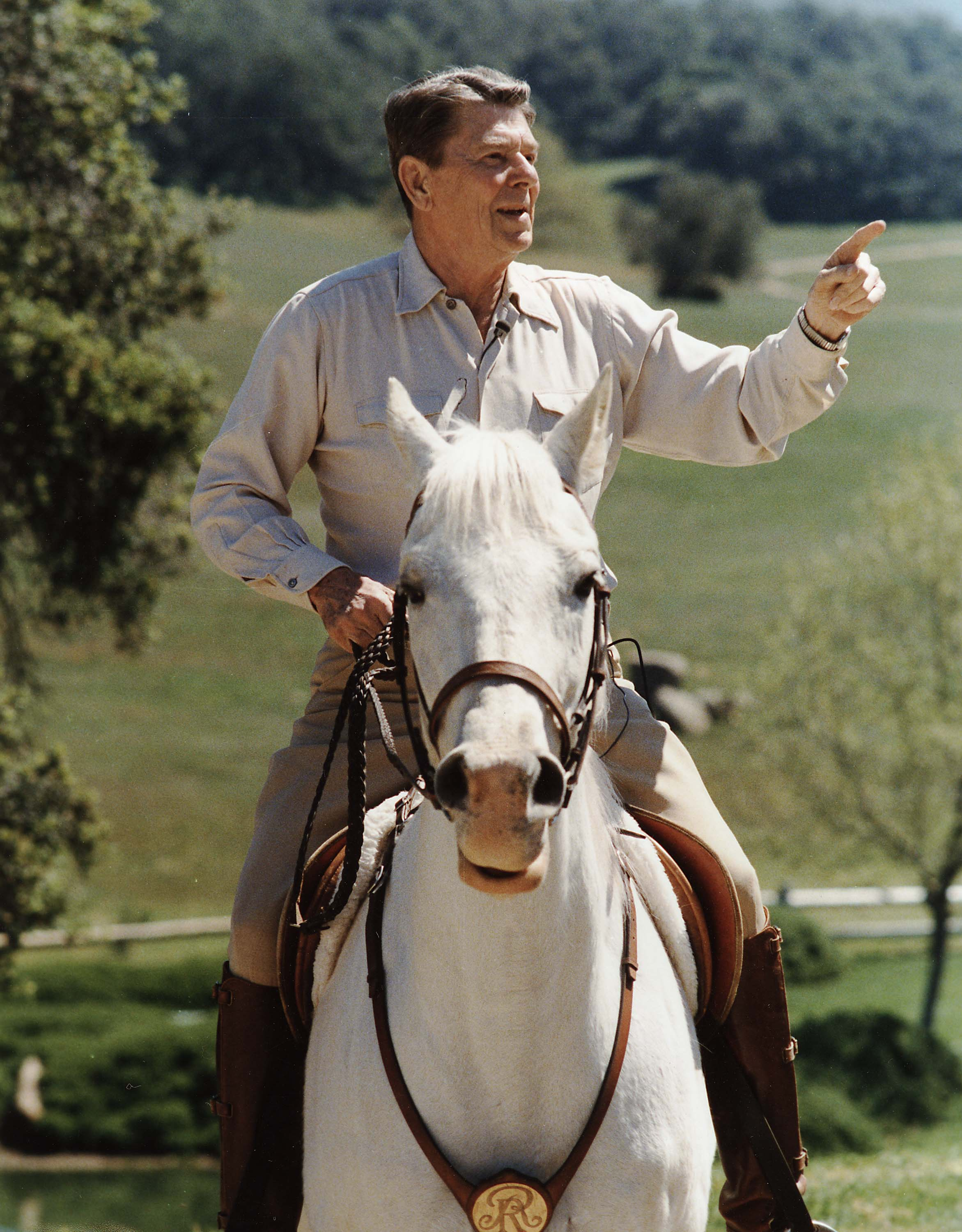
رونالد ريغان يمتطي حصانه العربي "العلمين" في رانشو ديل سيلو، 1986.
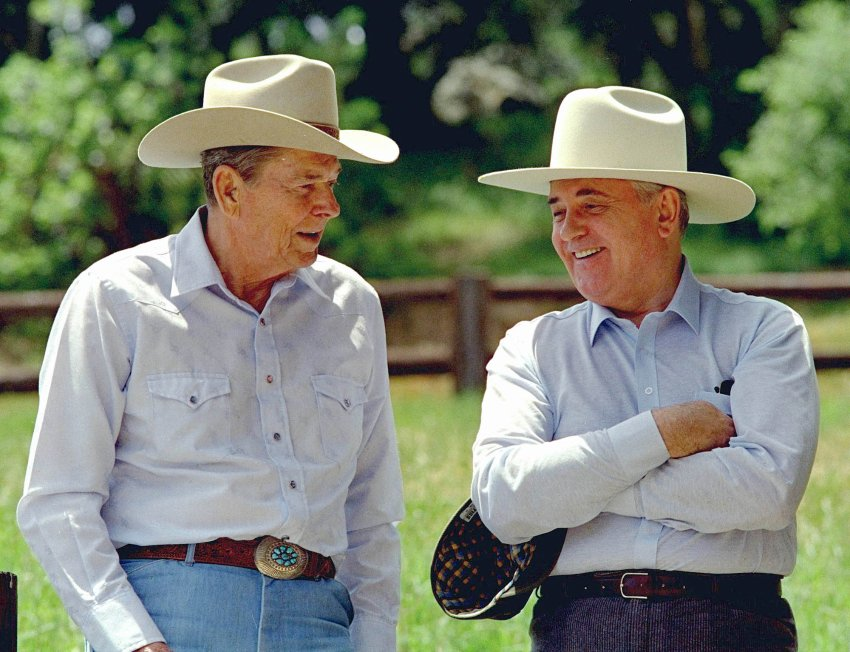
رئيس الوزراء السوفياتي ميخائيل غورباتشوف أثناء زيارتة لرونالد ريغان، مرتديا ملابس غربية، في رانشو ديل سيلو، 1992.
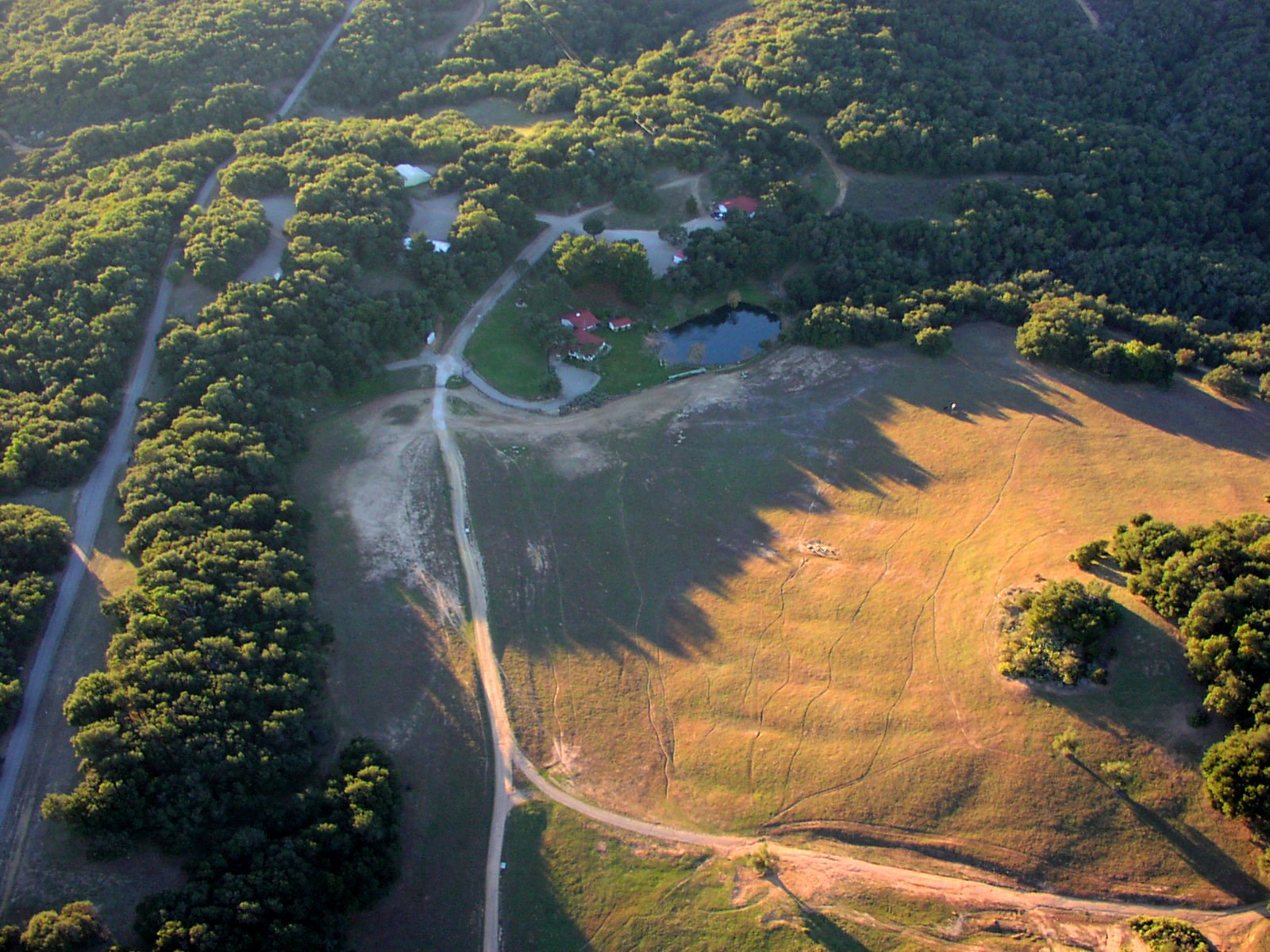
منظر جوي لرانشو ديل سيلو مع "بحيرة لاكي" على الجانب الأيمن السفلي، 2009.